# Manley Carter
Manley Lanier Carter (15. srpna 1947 Macon, Georgie – 5. dubna 1991 Brunswick, Georgie) byl americký astronaut, který se zúčastnil letu raketoplánem Discovery.

## Krátce ze života
- Absolvoval vysokoškolské vzdělání na Emory University. obory chemie a medicíny
- Používal přezdívku Sonny.
- V týmu NASA byl od roku 1984 až do své smrti.
- Po svém letu byl ještě nominovaný do posádky Discovery STS-42.
- Zemřel ve svých 43 letech při havárii malého dopravního letadla EMB-120 poblíž Brunswicku v Georgii.
- In memoriam byl povýšen do hodnosti kapitána.

## Let do vesmíru
Na podzim roku 1989, kdy bylo Carterovi 42 roků, se dostal do vesmíru na palubě raketoplánu Discovery. Mise STS-33 byla vojenského charakteru a proto byla dosti utajována. Kolegy mu na cestě byla tato čtveřice astronautů: Frederick Gregory, John Blaha, Franklin Musgrave a Kathryn Thorntonová. Vezli sebou špionážní družici typu Magnum a její urychlovací raketu IUS. Krátce po zaujmutí pozice na orbitální dráze kolem naší planety je vypustili. Její ovládání převzala ihned poté armáda. Raketoplán odstartoval na Floridě z rampy 39B na mysu Canaveral, přistál po pěti letových dnech na základně Edwards v Kalifornii.
Sonny Carter je registrován jako 221. člověk ve vesmíru s 5 dny strávenými v kosmu. Mise STS-33 byla katalogizována v COSPARu pod číslem 1989-090A.
- STS-33 Discovery (23. listopadu 1989 – 28. listopadu 1989)